# Сендзиньская, Алиция
Алиция Сендзиньская (пол. Alicja Sędzińska) — польская актриса театра, телевидения и кино.

## Биография
Алиция Сендзиньская родилась 5 ноября 1934 года в Варшаве. Актёрское образование получила в Государственной высшей театральной школе в Варшаве, которую окончила в 1957 г. Актриса театров в Катовице и Варшаве. Выступала в спектаклях «театра телевидения» в 1959—1968 гг. С 1973 г. за границей Польши (США, Австралия, Великобритания, Франция). Умерла 23 октября 1990 года в Фонтене-ле-Брии (Франция, департамент Эсон). Похоронена на Северном коммунальном кладбище в Варшаве.

## Избранная фильмография
- 1957 — Прощание с дьяволом / Pożegnanie z diabłem — Франка Лесьняк
- 1963 — Почтенные грехи / Zacne grzechy — Кася, корчмарка
- 1965 — Рукопись, найденная в Сарагосе / Rękopis znaleziony w Saragossie — испанка в трактире
- 1965 — Завтра Мексика / Jutro Meksyk — секретарь чемпионата
- 1965 — Домашняя война / Wojna domowa — Янечка, редактор телевидения (только в 1-й серии)
- 1966 — Давай любить сиренки / Kochajmy syrenki — Дорота
- 1968 — Ставка больше, чем жизнь / Stawka większa niż życie — Берта (только в 12-й серии)
- 1970 — Паром / Prom — женщина на пароме